# Monastero della Grande Lavra
Il monastero della Grande Lavra (in greco Μεγίστης Λαύρας?) o Grande Laura di sant'Atanasio è il più grande e il più antico dei venti monasteri ortodossi della Repubblica del Monte Athos, e occupa il primo posto nella gerarchia cenobitica della Montagna Santa. Posto all'estremo sud della penisola, è dedicato a Sant'Atanasio l'Atonita, che fu il fondatore del monastero e che perì tragicamente mentre stava edificando la chiesa del monastero.
Le skita rumena di San Giovanni Battista e greca di Kavsokalyvia, Sant'Anna Maggiore e Sant'Anna Minore sono soggette a questo monastero.
Nel 2000 vi si contavano 362 monaci.

## Storia
Il monastero fu fondato nel 963 da Sant'Atanasio, con l'aiuto dell'imperatore bizantino Niceforo II.

## Architettura
Il monastero è costruito sotto la forma di una cittadella fortificata. È lungo circa 250 metri e largo 80, a una altezza di 160 metri sul livello del mare. La cinta muraria conta quindici torri e all'interno vi si trovano trentasette cappelle.
Il catholicon (la chiesa principale) fu uno dei primi edifici costruiti. È un edificio a duomo su quattro colonne, che nel tempo è stato modificato per assumere la forma a croce. La chiesa fu inizialmente dedicata all'Annunciazione di Maria. Nel XV secolo venne dedicata al santo fondatore la cui tomba è collocata all'interno dell'edificio nella cappella dei Quaranta martiri di Sebaste. Gli affreschi sono di Teofane di Creta, vi sono custodite quattro icone regali dall'imperatore Andronico I Comneno, detto Andronikòs.

## Patrimonio artistico
Oltre ai citati affreschi e icone, la biblioteca del monastero conta 2046 manoscritti, 165 codici e 30000 libri stampati. Tra questi il Codex Coislinianus e il Codex Athous Lavrentis.